# إبدال بالفتح والغلق
الإبدال بالفتح والغلق (بالإنجليزية: On-off keying اختصاراً OOK)‏ هو أبسط أنواع الإبدال بإزاحة المطال،، حيث يجري تمثيل البيانات الرقمية بواسطة النسبة المئوية أو عن طريق وجود أو عدم وجود موجة الناقلة.
ويمثل في ابسط اشكاله الرقم 1 يمثل وجود موجة الناقل لمدة محددة بصيعة الاعداد الثنائية، وعدم وجود موجة الناقل يمثله الرقم صفر أيضا بنظام الأعداد الثنائية.
بعض الأنظمة المتطورة تستثمر الفروقات ما بين ال1 وال0 لأرسال بعض المعلومات الاضافية
تضمين فتح-غلق هو من أكثر الانضمة شيوعاً التي تُستخدم لنقل (شيفرة مورس) عبر الترددات الراديوية (المشار إليها باسم (عمليات الموجة المستمرة)، على الرغم من إمكانية استخدام أي نظام رقمي آخر لكن يتم استخدام OOK على سبيل المثال في نطاقات حركة التضامن الدولية (المعروفة اختصارا ب ISM) لنقل البيانات بين أجهزة الكمبيوتر.
تضمين فتح-غلق OOK هو أكثر كفاءة من طيفيا من تضمين إزاحة التردد، ولكن أكثر حساسية للضوضاء.
وبالإضافة إلى موجات حاملة الترددات اللاسلكية، ويستخدم أيضا تضمين فتح-غلق(OOK)في نظم الاتصالات الضوئية (مثل الأشعة تحت الحمراء).
يستخدم هذا النظام أيضا في الطيران، وربما بعض الطائرات من دون طيار ومعدات التي تسمح للطيارين مفتاح الراديو ذات التردد العالي جدا من عدة مرات من أجل طلب محطة بث التلقائية العامة للاستعلامات، أو تشغيل أضواء المدرج.

## وصلات خارجية
- Application Note - I'm OOK. You're OOK?